# شارون أفيك
شارون أفيك (بالعبرية:שרון אפק ; ولد في 10 أغسطس 1970) هو المدعي العسكري العام في الجيش الإسرائيلي الحالي وعضو هيئة أركان الجيش الإسرائيلي تولى منصبه في أكتوبر عام 2015.

## حياته المهنية العسكرية
بعد حصوله على شهادة الحقوق من كلية الحقوق بجامعة تل أبيب، انضم شارون أفيك إلى هيئة المدعى العام العسكرية للجيش الإسرائيلي، بدأ خدمته في قسم القانون الدولي بالوحدة. ثم تولى العديد من المناصب العليا في هيئة النائب العام العسكري، بما في ذلك نائب رئيس قسم القانون الدولي، والمحامي الإقليمي للقوات الجوية، والمستشار القانوني لمنطقة يهودا والسامرة ونائب المحامي العام العسكري.
شغل منصب قائد كلية الأركان والقيادة في الجيش الإسرائيلي. في 22 أكتوبر، تمت ترقية أفيك إلى رتبة (فريق أول) وعين كبير المحامين العامين العسكريين. ويشرف على وحدة تضم 300 جندي، والمئات الآخرين من جنود الاحتياط، الذين يعملون في وحدات الجيش. في مايو 2018 تم ترقيته إلى رتبة لواء.

## توجهه الجنسي
قال في مقابلة إعلامية أنه مثلي جنس ويعيش مع شريكه.